# اللجنة الأولمبية الوطنية للجمهورية الإسلامية الإيرانية
اللجنة الأولمبية الوطنية «جمهورية إيران الإسلامية» رياضية تنظم الهيئة يقع في طهران، إيران. وهي تتعلق بالمسائل ذات الصلة بدوره الألعاب الأولمبية.
الرئيس الحالي للجنة الاولمبية الوطنية في إيران هو هاشمي كيومرس استبدل البايدي محمد في 20 يناير 2014.

## الروؤساء
- حسين شاه حيسن (1979–1980)
- مصطفى دافيود(1980–1984)
- حسن غندرولف(1984–1986)
- مصطفى هاشم (1986–1988)
- عيسى خلانتر (1988–1992)
- حسين ماجولا (1992–1996)
- مصطفى هاشيمولا (1996–2004)
- ريزا غنظفر (2004–2008)
- محمد العبادي (2008–2014)
- هاشمي كيومرس (2014–الآن)

## انظر ايضآ
- إيران في الألعاب الأولمبية

## وصلات خارجية
http://www.olympic.ir